# Oris (horloge)

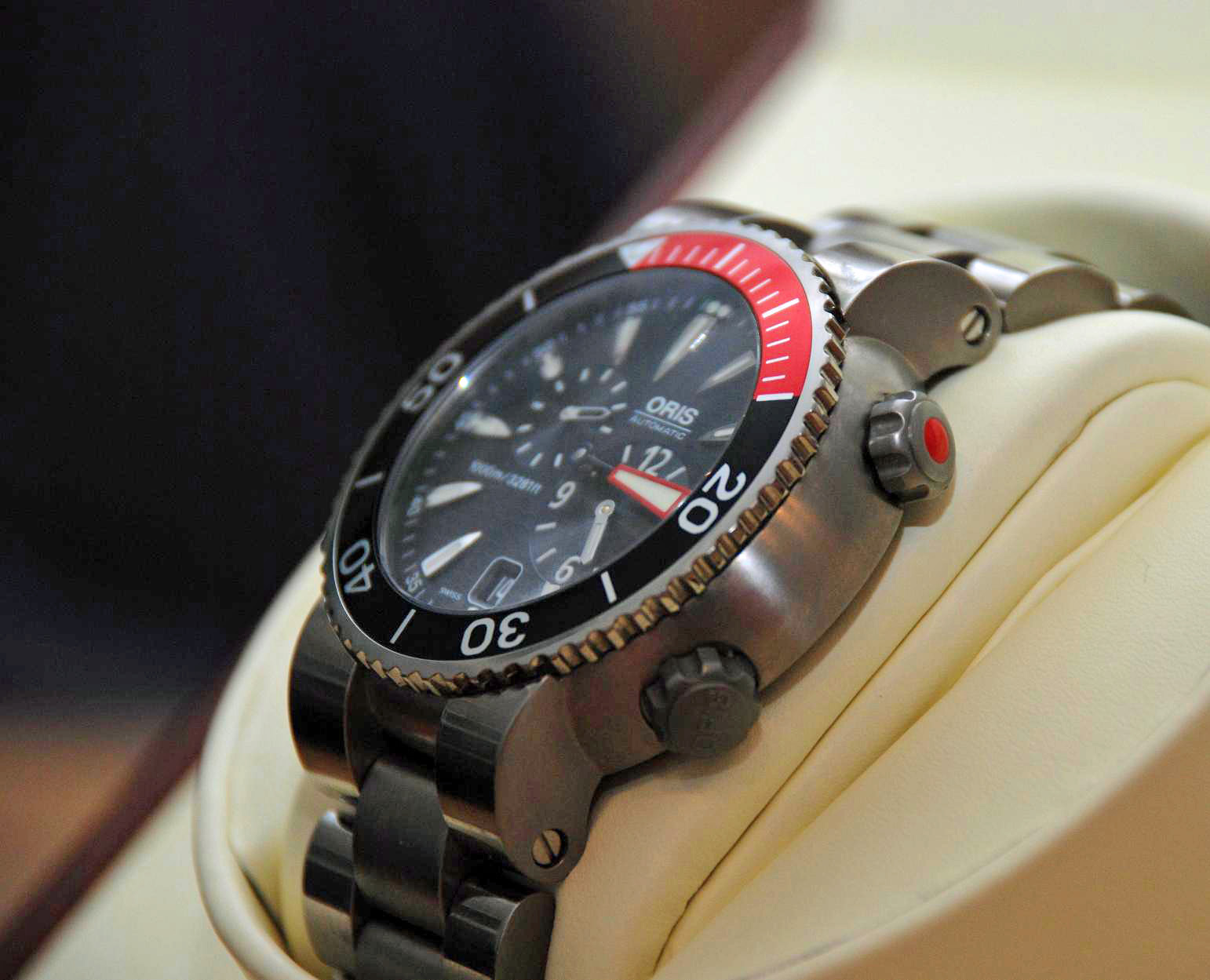
Oris Meistertaucher, duikhorloge

Oris is een Zwitsers horlogeproducent. Het bedrijf werd opgericht in 1904 door Paul Cattin en Georges Christian in Hölstein. Het staat erom bekend alleen mechanische horloges te produceren.
In 1968 ontving Oris een chronometercertificatie van het observatorium van Neuchâtel voor hun kaliber cal.652.
In 2003 werd Oris sponsor en alleenleverancier van horloges bij het Formule 1 team Williams F1 (BMW Williams). Oris produceerde 4 horloges met het F1-team als thema.

## Collecties
Oris onderscheidt vier verschillende soorten horloge in hun collectie: Autosport, Luchtvaart, Cultuur en Duiken.
Binnen de Cultuurcollectie heeft Oris een jazz-serie uitgebracht. Deze horloges zijn vernoemd naar artiesten zoals Dizzy Gillespie. Ook zijn er modellen vernoemd naar Leonhard Euler en Frank Sinatra.